# Fanaler

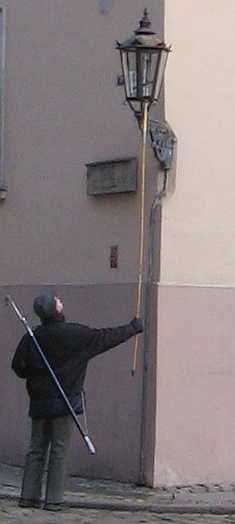
Fanaler a Wrocław, Polònia.

El fanaler era la persona que tenia cura dels fanals públics. Era l'encarregat d'encendre els fanals de gas cada vespre i d'apagar els mateixos llums a l'alba.
El fanaler portava un pal molt llarg amb una flama a la punta i encenia el llum després d'obrir l'aixeta de pas del gas. Abans d'eixir el sol tancava l'aixeta per apagar el llum.
Generalment els fanalers eren empleats de l'administració municipal i depenien de l'ajuntament local. En alguns llocs com a Tailàndia els primers fanals es trobaven voltant el palau reial i el fanaler era un dels empleats del palau.
Amb l'aparició de llums elèctrics, la feina de fanaler va anar desapareixent. Actualment ha desaparegut pràcticament als municipis de tota la terra.

## Fanalers a la literatura
La figura del fanaler va inspirar molts escriptors. Ans que rarament siguin els protagonistes, són presents a moltes obres de literatura:
- El fanaler del conte d'Antoine de Saint-Exupéry, El Petit Príncep (1943), personatge que viu en un asteroide. És el sol habitant dels astres que visita el Petit Príncep que no li sembla ridícul «perquè s'ocupa de coses per al benefici d'altres i no per a ell mateix».
- El fanaler de l'òpera Manon Lescaut de Giacomo Puccini.
- The Lamplighter (1854), novel·la de Maria Susanna Cummins.
- Un fanaler que mai no es veu és el protagonista principal de l'obra "Shades" de Bolesław Prus (microficció, 1885).
- The Lamplighter (1929) col·lecció de poemes de Seamus O'Sullivan.
- El fanaler del film Draps i ferro vell (1931).
- Els "Fanalers" de John le Carré a Tinker, Tailor, Soldier, Spy (1974) i a Smiley's People (1979).
- "Lamplighter" (1987) conte per a nens de Bernice Thurman Hunter.